# Municipio de Wheatfield (Pensilvania)
El municipio de Wheatfield  (en inglés: Wheatfield Township) es un municipio ubicado en el condado de Perry en el estado estadounidense de Pensilvania. En el año 2000 tenía una población de 3329 habitantes y una densidad poblacional de 61 personas por km².

## Geografía
El municipio de Wheatfield se encuentra ubicado en las coordenadas 40°22′00″N 77°06′59″O / 40.36667, -77.11639.

## Demografía
Según la Oficina del Censo en 2000 los ingresos medios por hogar en la localidad eran de $44 010 y los ingresos medios por familia eran $53 661. Los hombres tenían unos ingresos medios de $35 811 frente a los $26 500 para las mujeres. La renta per cápita para la localidad era de $18 639. Alrededor del 7,7% de la población estaban por debajo del umbral de pobreza.